# I havedøren. Kunstnerens hustru.
I havedøren. Kunstnerens hustru. är en målning av Lauritz Andersen Ring från 1897.
Målningen visar en stående gravid kvinna i en dörröppning mot bakgrund av en trädgård. Modellen är konstnärens hustru Sigrid Kähler (1874–1923), som han hade gift sig med den 25 juli 1896. Sigrid Kähler mötte L.A. Ring året dessförinnan i faderns fabrik, Kählers keramiska fabrik i Köpenhamn, där hon arbetade som dekorationsmålare, framför allt med blomstermotiv. Efter giftermålet slutade hon detta arbete och ägnade sig helt åt familjehushållet. Hon födde tre barn i äktenskapet med Ring.

## Målningen
I målningen antyds mänsklig skröplighet genom att hustruns mage kontrasteras mot vegetationens förvridna stam- och grenstruktur. Målningen har tolkats som konstnärens "påmindelse om den skrøbelighed, der også omfatter det spirende liv, som fornemmes i menneske og natur. I målningen finns också en kontrast mellan varma färger i gult och orange i kjolen och i gardinen i förgrunden till vänster, medan det i bildens bakgrund finns kallare gröna och blå färgnyanser. 

## Stil
L.A. Ring anses vara en pionjär inom symbolism i Danmark och också verksam inom socialrealism. Drag från bägge stilriktningarna kompletterar varandra. Målningen I havedøren. Kunstnerens hustru representerar också en alternativ kvinnosyn gentemot romantikens idealiserande uppfattning av kvinnokroppen.